# Judo-Asienmeisterschaften 2025
Die Judo-Asienmeisterschaften 2025 fanden vom 25. bis 27. April 2025 in Bangkok, Thailand statt. 289 Athleten aus 29 Nationen nahmen daran teil.

## Ergebnisse

### Männer
| Gewichtsklasse                 | Gold                  | Silber                  | Bronze                                     |
| ------------------------------ | --------------------- | ----------------------- | ------------------------------------------ |
| Superleichtgewicht (bis 60 kg) | Taiki Nakamura        | Yang Yung-wei           | Muchamadsolech Kuwatow Schersod Dawlatow   |
| Halbleichtgewicht (bis 66 kg)  | Ryōma Tanaka          | Zamohshari Bekmurodov   | Nuralij Emomalij Obid Dschabow             |
| Leichtgewicht (bis 73 kg)      | Shakhram Ahadov       | Makhmadbek Makhmadbekov | Abubakr Scherow Yūdai Tanaka               |
| Halbmittelgewicht (bis 81 kg)  | Lee Joon-hwan         | Somon Mahmadbekow       | Yūhei Ōno Arslonbek Tojiyev                |
| Mittelgewicht (bis 90 kg)      | Shakhzodxuja Sharipov | Nurbek Murtazoyev       | Kōmei Kawabata Maxim Mejirlan              |
| Halbschwergewicht (bis 100 kg) | Said Sadrudinov       | Dzhafar Kostoev         | Caramnob Sagaipov Dschahongir Madschidow   |
| Schwergewicht (über 100 kg)    | Lee Seung-yeob        | Temur Rahimow           | Emirdschan Dscholdoschkasijew Kim Min-jong |

### Frauen
| Gewichtsklasse                 | Gold              | Silber                      | Bronze                               |
| ------------------------------ | ----------------- | --------------------------- | ------------------------------------ |
| Superleichtgewicht (bis 48 kg) | Hikari Yoshioka   | Hui Xinran                  | Ghalija Däuletqysy Jon Su-song       |
| Halbleichtgewicht (bis 52 kg)  | Kokoro Fujishiro  | Bishreltiin Khorloodoi      | Jang Se-yun Zhang Yuanli             |
| Leichtgewicht (bis 57 kg)      | Megumi Fuchida    | Terbischiin Ariundsajaa     | Shukurjon Aminova Baqyt Qussaqbajewa |
| Halbmittelgewicht (bis 63 kg)  | Haruka Kaju       | Lchagwatogoogiin Enchriilen | Yuan Pei-chun Kim Ji-hye             |
| Mittelgewicht (bis 70 kg)      | Mayu Honda        | Feng Yingying               | Mun Song-hui Batsuuriin Njam-Erdene  |
| Halbschwergewicht (bis 78 kg)  | Kurena Ikeda      | Kim Min-ju                  | Wu Hongtao Marjona Kuchimova         |
| Schwergewicht (über 78 kg)     | Ayiman Jinesinuer | Niu Xinran                  | Amarsaichany Adjaasüren Lee Hyeon-ji |

## Medaillenspiegel
| Platz | Nation                       | Gold | Silber | Bronze | Gesamt |
| ----- | ---------------------------- | ---- | ------ | ------ | ------ |
| 1.    | Japan                        | 8    | –      | 3      | 11     |
| 2.    | Usbekistan                   | 2    | 2      | 3      | 7      |
| 3.    | Südkorea                     | 2    | 1      | 3      | 6      |
| 4.    | Volksrepublik China          | 1    | 3      | 2      | 6      |
| 5.    | Bahrain                      | 1    | –      | –      | 1      |
| 6.    | Vereinigte Arabische Emirate | –    | 3      | –      | 3      |
| 7.    | Tadschikistan                | –    | 2      | 5      | 7      |
| 8.    | Mongolei                     | –    | 2      | 2      | 4      |
| 9.    | Chinesisch Taipeh            | –    | 1      | 1      | 2      |
| 10.   | Kasachstan                   | –    | –      | 4      | 4      |
| 11.   | Nordkorea                    | –    | –      | 3      | 3      |
| 12.   | Kirgisistan                  | –    | –      | 1      | 1      |
| 12.   | Libanon                      | –    | –      | 1      | 1      |

Vorlage:Navigationsleiste Judo-Asienmeisterschaften